# Coliseum Theatre
Coliseum Theatre, også kendt som London Coliseum som er det oprindelige navn, er et af Londons største og bedst udstyrede teatre og operahuse. Teateret ligger i St Martin's Lane, i hjertet af Londons teaterdistrikt Covent Garden.
Bygningen blev tegnet af Frank Matcham, som også stod bag London Palladium. Den første teaterchef var en af datidens største personligheder indenfor britisk teater, Oswald Stoll. Første forestilling blev vist 24. december 1904.
Navnet skiftede til det nuværende i 1931. Frem til 1968 blev der vist 651 forestillinger af musicalkomedien White Horse Inn, som havde premiere 8. april 1931. I 1968 blev teatret købt af Sadler's Wells Opera Company, som havde flyttet fra Sadler's Wells Theatre. Selskabet skiftede navn til English National Opera i 1974.
Fra 2000 til 2004 foregik der en omfattende renovering.
I 2004 og 2006 blev Royal Variety Performance holdt på Coliseum Theatre, med Charles, prins af Wales tilstede.
51°30′35.22″N 0°7′36.38″V / 51.5097833°N 0.1267722°V